# ジェンティローニ内閣
ジェンティローニ内閣（ジェンティローニないかく、イタリア語: Governo Gentiloni）は、イタリアの第64代内閣である。

## 概要
第63代閣僚評議会議長マッテオ・レンツィは元老院（イタリア議会の上院に相当）や地方政府の持つ権限の削減を実現するために憲法改正を行うこととし、そのための憲法改正を問う国民投票を2016年12月4日に規定。改正案が否決されれば首相を辞任するとしたため、レンツィに対する事実上の信任投票と受け止められた。国民投票の結果、憲法改正案は否決され、レンツィは首相辞任を表明。12月11日、セルジョ・マッタレッラ大統領はレンツィ内閣で外相を務めたパオロ・ジェンティローニを新首相に任命した。ジェンティローニは大半の閣僚を留任させ、組閣は1日で終了。新内閣は12月14日までに上下両院で信任を得た。

## 信任投票結果
| 2016年12月13-14日実施 ジェンティローニ内閣信任投票 |        |           |
| イタリア議会                                       | 投票数 | 得票数    |
| 元老院（上院）                                     | 賛成   | 169 / 320 |
| 元老院（上院）                                     | 反対   | 99 / 320  |
| 代議院（下院）                                     | 賛成   | 368 / 630 |
| 代議院（下院）                                     | 反対   | 105 / 630 |

## 政党内訳

### 発足時
- 民主党 (PD) - 13人（ジェンティローニ含む）
- 新中道右派 (NCD) - 3人
- イタリアのための中道（英語版） (CpI) - 1人
- 無所属 - 2人

## 地理的内訳

### 発足時
- 北イタリア - 9人
  - エミリア＝ロマーニャ州 - 4人
  - ロンバルディア州 - 2人
  - リグーリア州 - 2人
  - ピエモンテ州 - 1人
- 中部イタリア - 7人（ジェンティローニ含む）
  - ラツィオ州 - 6人
  - トスカーナ州 - 1人
- 南イタリア及びイタリア島嶼部 - 3人
  - シチリア - 2人
  - カラブリア州 - 1人

## 人事

### 閣僚
| 職名                                  | 氏名 | 氏名                             | 在任期間                       | 所属党派             | 所属党派 |
| ------------------------------------- | ---- | -------------------------------- | ------------------------------ | -------------------- | -------- |
| 閣僚評議会議長 （首相）               |      | パオロ・ジェンティローニ         | 2016年12月12日 - 2018年6月1日  | 民主党               |          |
| 内務大臣                              |      | マルコ・ミンニティ               | 2016年12月12日 - 2018年6月1日  | 民主党               |          |
| 外務大臣                              |      | アンジェリーノ・アルファノ       | 2016年12月12日 - 2018年6月1日  | 新中道右派           |          |
| 経済財務大臣                          |      | ピエール・カルロ・パドアン       | 2016年12月12日 - 2018年6月1日  | 無所属               |          |
| 国防大臣                              |      | ロベルタ・ピノッティ             | 2016年12月12日 - 2018年6月1日  | 民主党               |          |
| 司法大臣                              |      | アンドレア・オルランド           | 2016年12月12日 - 2018年6月1日  | 民主党               |          |
| 経済開発大臣                          |      | カルロ・カレンダ                 | 2016年12月12日 - 2018年6月1日  | 民主党               |          |
| 労働社会政策大臣                      |      | ジュリアノ・ポレッティ           | 2016年12月12日 - 2018年6月1日  | 無所属               |          |
| インフラ整備交通大臣                  |      | グラツィアーノ・デルリオ         | 2016年12月12日 - 2018年6月1日  | 民主党               |          |
| 農林食品政策大臣                      |      | マウリツィオ・マルティーナ       | 2016年12月12日 - 2018年3月13日 | 民主党               |          |
| 農林食品政策大臣                      |      | パオロ・ジェンティローニ（代行） | 2017年7月19日 - 2018年6月1日   | 民主党               |          |
| 教育大学研究大臣                      |      | ヴァレリア・フェデリ             | 2016年12月12日 - 2018年6月1日  | 民主党               |          |
| 保健大臣                              |      | ベアトリーチェ・ロレンツィン     | 2016年12月12日 - 2018年6月1日  | 新中道右派           |          |
| 環境大臣                              |      | ジャン＝ルーカ・ガレッティ       | 2016年12月12日 - 2018年6月1日  | イタリアのための中道 |          |
| 文化観光大臣                          |      | ダリオ・フランチェスキーニ       | 2016年12月12日 - 2018年6月1日  | 民主党               |          |
| 無任所大臣 （地域自治体担当）         |      | エンリコ・コスタ                 | 2016年12月12日 - 2017年7月19日 | 新中道右派           |          |
| 無任所大臣 （地域自治体担当）         |      | パオロ・ジェンティローニ（代行） | 2017年7月19日 - 2018年6月1日   | 民主党               |          |
| 無任所大臣 （議会関係担当）           |      | アンナ・フィノッキアーロ         | 2016年12月12日 - 2018年6月1日  | 民主党               |          |
| 無任所大臣 （行政・簡素化担当）       |      | マリアンナ・マディーア           | 2016年12月12日 - 2018年6月1日  | 民主党               |          |
| 無任所大臣 （地域連携および南部担当） |      | クラウディオ・ビンセンティ       | 2016年12月12日 - 2018年6月1日  | 民主党               |          |
| 無任所大臣 （スポーツ担当）           |      | ルーカ・ロッティ                 | 2016年12月12日 - 2018年6月1日  | 民主党               |          |

### 政務次官
| 職名                    | 氏名 | 氏名                   | 在任期間                      | 所属党派 | 所属党派 |
| ----------------------- | ---- | ---------------------- | ----------------------------- | -------- | -------- |
| 首相府 （内閣官房長官） |      | マリア・エレナ・ボスキ | 2016年12月12日 - 2018年6月1日 | 民主党   |          |